# Qian Zhenhua
Qian Zhenhua (chin. upr. 钱震华, chin. trad. 錢震華; pinyin Qián Zhènhuá; ur. 1 września 1979 w Szanghaju) – chiński pięcioboista nowoczesny, mistrz świata.
W sierpniu 2005 zdobył tytuł indywidualnego mistrza świata na mistrzostwach w Warszawie. Rok wcześniej w mistrzostwach świata był 4., w 2001 – 7. W 2000 zwyciężył w mistrzostwach Azji.